# デュワグET12形電車
デュワグET12形電車（デュワグET12がたでんしゃ）は、ドイツの鉄道車両メーカーであったデュッセルドルフ車両製造（→デュワグ）がライン＝ハールト線向けに製造した路面電車車両。全長約39 mという長編成の5車体連接車で、1967年の製造当時世界最長の路面電車車両だった。

## 概要
ラインラント＝プファルツ州のバート・デュルクハイムとルートヴィヒスハーフェンを結ぶライン＝ハールト線には、第二次世界大戦後の1950年代以降、老朽化した戦前製の車両の置き換えを目的にデュッセルドルフ車両製造（→デュワグ）が製造した2車体連接車（デュワグカー）の導入が継続して行われていた。これらの車両は主に電動車（ET6）と付随車（EB6）が連結する形で運用されていたが、車掌業務が存在した時代、電動車と付随車双方に車掌が乗車する必要があり、人件費や効率の面で問題があった。そこで、当時ライン＝ハールト線の車両を所有していたマンハイム交通会社は、1966年にデュワグへ電動車と付随車による2両編成と同等の輸送力を確保できる長編成の電動車を発注した。これがET12形である。
片運転台式の連節車で、基本的な構造や電気機器は従来の2車体連接車（ET6）のものを踏襲しており、主電動機が1基設置された動力台車は車体の前後に設置されていた。一方、編成は中間に3つの車体が増設された5車体連接車となり、乗降扉は進行方向から1番目（前方）、3番目、5番目（後方）の車体に設置された。全長は約39 mで、製造当時1両単位として世界最長の路面電車車両となり、その長い車体から「タッツェルブルム」という愛称でも呼ばれていた。また、夜間の視認性確保のため、前照灯が従来の車両の前面窓下左右に加えて屋根上に増設された。
全4両（1019 - 1022）の製造は1967年2月から4月にかけて行われ、同年4月17日から営業運転を開始した。当初は全車ともマンハイム路面電車会社が所有していたが、1977年にルートヴィヒスハーフェン交通へ所有権が移管された。その後、1988年に2両（1021、1022）がライン＝ハールト線を所有していたライン＝ハールト鉄道会社へ移管され、2005年に各交通事業者がライン＝ネッカー交通に統合された際、後述の事故で廃車された1両を除いた3両のET12形は全て同事業者の所有となった。
営業運転中には何度か改造が実施され、1978年から1981年にはワンマン運転（信用乗車方式）への対応工事が行われた他、製造当時の手ブレーキがスプリングブレーキに変更された。また、1993年には1両（1022）に自転車が設置可能なスペースが設けられた。
最初に廃車になった車両は1021で、2001年9月に起きた事故の影響であった。その後も残りの3両は営業運転に使用されていたが、2009年に1022が火災により廃車され、残りの車両についても超低床電車の導入により2011年までに営業運転を終了した。そのうち1020のみ2022年時点で現存しており、車体の修繕、機器の交換、最新の安全装置の設置といった動態保存へ向けた工事が進行している。

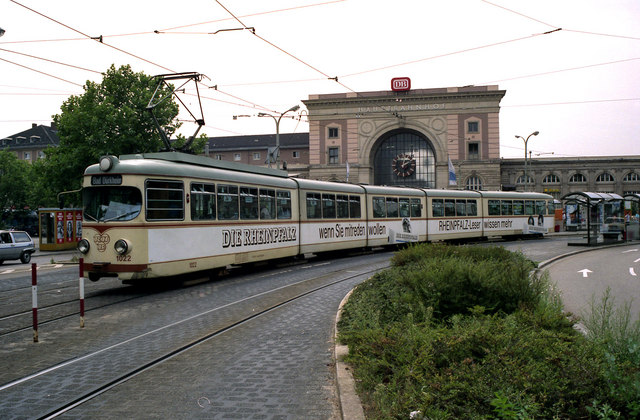
1022（1991年撮影）
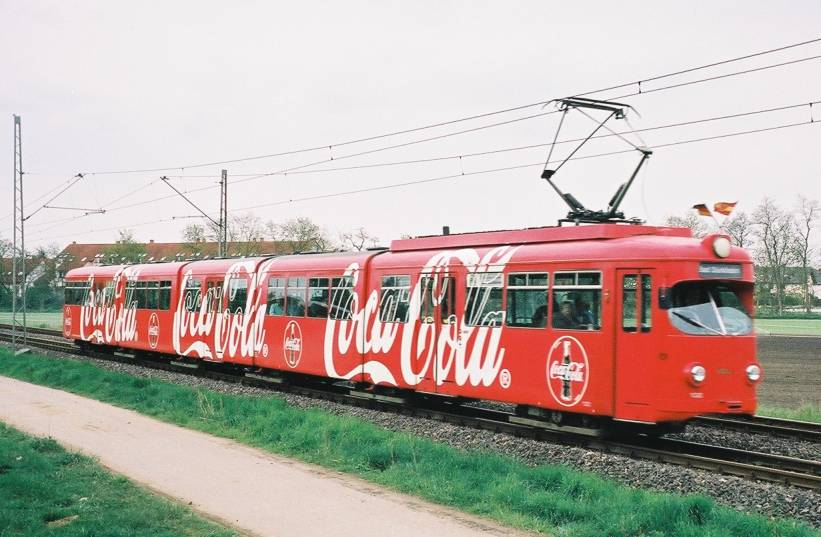
1020（2004年撮影）